# Waltraut Haas
Waltraut Haas (Viena, 9 de junio de 1927-Viena, 23 de abril de 2025) fue una actriz y cantante austríaca.

## Biografía
Nacida en Viena, Haas creció en Schloss Schönbrunn, donde su madre era restauradora. Haas debutó en el teatro en Linz, pero pronto se decantó por la gran pantalla. Alcanzó la fama y el reconocimiento ya con su primera película, el clásico de culto Der Hofrat Geiger (1947), en la que interpretaba a Mariandl, la hija ilegítima de una mujer que regenta una posada en el pintoresco valle de Wachau. En 1961, Haas interpretaría a la madre soltera de Mariandl en un remake titulado Mariandl. Su otro papel famoso en el cine fue el de Josepha Vogelhuber en la película de 1960 The White Horse Inn (Im weißen Rößl) junto a Peter Alexander. Después de 60 películas, principalmente comedias y musicales, dejó de hacer cine hacia 1970. Desde entonces, también apareció en televisión.
Desde 1966 hasta su muerte en 2011, Waltraut Haas estuvo casada con el actor Erwin Strahl, con quien actuó frecuentemente tanto en teatro como en cine. Su hijo Marcus Strahl es actor y director.

## Filmografía seleccionada
| Año  | Título                             | Papel                   | Director              | Reparto                                                                 | Notas                                                                                 |
| ---- | ---------------------------------- | ----------------------- | --------------------- | ----------------------------------------------------------------------- | ------------------------------------------------------------------------------------- |
| 1947 | Der Hofrat Geiger                  | Mariandl                | Hans Wolff            | Paul Hörbiger, Hans Moser                                               |                                                                                       |
| 1949 | Kleiner Schwindel am Wolfgangsee   | Trixi Gundacker         | Franz Antel           | Hans Holt                                                               |                                                                                       |
| 1952 | Hello Porter                       | Hansi Scheidl           | Franz Antel           | Paul Hörbiger, Hans Moser, Annie Rosar                                  |                                                                                       |
| 1952 | Ideal Woman Sought                 | Luise                   | Franz Antel           |                                                                         |                                                                                       |
| 1952 | Knall and Fall as Imposters        | Bettina Brandtner       | Hubert Marischka      |                                                                         |                                                                                       |
| 1952 | Rose of the Mountain               | Kate Smith              | Hubert Marischka      |                                                                         |                                                                                       |
| 1952 | The Mine Foreman                   | Nelly Lampl             | Franz Antel           |                                                                         |                                                                                       |
| 1952 | 1. April 2000                      | Mitzi                   | Wolfgang Liebeneiner  |                                                                         | película de ciencia ficción                                                           |
| 1953 | The Story of William Tell          | Mary                    | Jack Cardiff          | Errol Flynn                                                             | Proyecto cinematográfico sin terminar                                                 |
| 1953 | Josef the Chaste                   | Hilde Wolf              | Carl Boese            |                                                                         |                                                                                       |
| 1953 | Southern Nights                    | Eva                     | Robert A. Stemmle     |                                                                         |                                                                                       |
| 1953 | The Uncle from America             | Elisabeth Hartung       | Carl Boese            | Hans Moser, Georg Thomalla, Grethe Weiser                               |                                                                                       |
| 1954 | The Gypsy Baron                    | Emperatriz María Teresa | Arthur Maria Rabenalt |                                                                         | Basada en la opereta Der Zigeunerbaron de Johann Strauß Sohn                          |
| 1954 | Das Licht der Liebe                | Franzi Zeller           | Robert A. Stemmle     | Paula Wessely                                                           | Drama familiar                                                                        |
| 1955 | Wenn der Vater mit dem Sohne       | Gerti                   | Hans Quest            | Heinz Rühmann                                                           |                                                                                       |
| 1955 | The Happy Wanderer                 | Toni Peters             | Hans Quest            | Rudolf Schock                                                           |                                                                                       |
| 1955 | Das Mädchen vom Pfarrhof           | Annerl                  | Alfred Lehner         | Erich Auer, Attila Hörbiger                                             | Heimatfilm, basada en la obra de 1870 Der Pfarrer von Kirchfeld de Ludwig Anzengruber |
| 1956 | Die Stimme der Sehnsucht           | Carola Berger           | Thomas Engel          | Rudolf Schock                                                           |                                                                                       |
| 1956 | Lumpaci the Vagabond               | Pepi Hobelmann          | Franz Antel           | Paul Hörbiger, Gunther Philipp, Joachim Fuchsberger                     | Basada en la obra de 1833 de Johann Nestroy                                           |
| 1956 | The Beggar Student                 | Komtesse Laura          | Werner Jacobs         |                                                                         | Basada en la opereta de Karl Millöcker                                                |
| 1957 | Jede Nacht in einem anderen Bett   | Dr. Maria Kraemer       | Paul Verhoeven        | Gerhard Riedmann, Harald Juhnke                                         |                                                                                       |
| 1958 | Girls of the Night                 | Mrs. Robbé              | Maurice Cloche        | Georges Marchal                                                         |                                                                                       |
| 1958 | Immer die Radfahrer                | Tilla Büttner           | Hans Deppe            | Heinz Erhardt, Hans-Joachim Kulenkampff, Christiane Hörbiger, Mady Rahl |                                                                                       |
| 1958 | Der schwarze Blitz                 | Uschi Bauer             |                       | Toni Sailer, Dietmar Schönherr, Gustav Knuth                            | Heimatfilm, con mucho esquí                                                           |
| 1958 | Eine Reise ins Glück               | Renate                  | Wolfgang Schleif      | Rudolf Prack, Oskar Sima y Theo Lingen                                  |                                                                                       |
| 1960 | The White Horse Inn                | Josepha Vogelhuber      | Werner Jacobs         | Peter Alexander                                                         |                                                                                       |
| 1961 | Junge Leute brauchen Liebe         | Barbara Hagen           | Géza von Cziffra      | Cornelia Froboess, Johannes Heesters, Senta Berger                      |                                                                                       |
| 1961 | Mariandl                           | Marianne Mühlhuber      | Werner Jacobs         | Cornelia Froboess, Hans Moser, Rudolf Prack, Peter Weck, Susi Nicoletti |                                                                                       |
| 1961 | Season in Salzburg                 | Theres Stolzinger       | Franz Josef Gottlieb  | Peter Alexander                                                         |                                                                                       |
| 1962 | Wedding Night in Paradise          | Regine Roeders          |                       | Peter Alexander, Marika Rökk and Gunther Philipp                        | Basada en la opereta de 1941 de Friedrich Schröder                                    |
| 1962 | Mariandl's Homecoming              | Marianne Mühlhuber      | Werner Jacobs         | Cornelia Froboess, Hans Moser, Rudolf Prack, Peter Weck, Susi Nicoletti |                                                                                       |
| 1964 | Happy End am Wörthersee            | Stefanie Wendt          |                       | Rudolf Prack, Paul Hörbiger                                             |                                                                                       |
| 1966 | Happy End am Wolfgangsee           | Hilde Moll              | Franz Antel           | Erwin Strahl                                                            |                                                                                       |
| 1971 | Außer Rand und Band am Wolfgangsee | Rössl-Wirtin            | Franz Antel           |                                                                         | Interpretando de nuevo a la dueña del White Horse Inn                                 |

## Condecoraciones y premios
- 1957:"Pearl of the Atlantic" en el Festival de Cine de Mar del Plata
- 1987: Medalla de Viena capital en oro
- 1988: Robert Stolz Award por su interpretación de Der kleine Gardeoffizier (Little Guardsman)
- 2001: Grand Decoration of Honour por Servicios en la provincia de Baja Austria
- 2001: Rosa del lago Wörthersee: mejor actriz
- 2002: Condecoración Austriaca de las Ciencias y las Artes[3]
- 2003: Golden Harp Music Association Friends of the operetta
- 2010: Golden Medal of Honour por Servicios en la ciudad de Viena